# الکسیس سابلون
الکسیس سابلون (انگلیسی: Alexis Sablone؛ زادهٔ ۱۲ اوت ۱۹۸۶) قهرمان اسکیت‌برد، معمار و هنرمند اهل ایالات متحده آمریکا است.
او یک اسکیت‌باز حرفه‌ای آمریکایی با پای تخصصی چپ است که در ژوئیه ۲۰۲۱ در رده دوازدهم جهان قرار داشت. او از سال ۲۰۰۹ در تمام مسابقات ایکس گیمز شرکت کرده است، همچنین در قهرمانی جهانی اسکیت‌برد و دیو تور نیز رقابت کرده است. سابلون در المپیک ۲۰۲۰ در توکیو شرکت کرد و در فینال خیابانی زنان مقام چهارم را کسب کرد. به جز اسکیت‌باز حرفه‌ای بودن، سابلون دارای مدرک کارشناسی ارشد در رشته معماری از دانشگاه ام‌آی‌تی است. او در حال حاضر در کرون هیتس، بروکلین زندگی می‌کند.

## زندگی‌نامه

### زندگی اولیه
آلکسیس سابلون در ۱۲ اوت ۱۹۸۶ متولد شد و در اولد سایبروک، کنتیکت بزرگ شد. زمانی که او نه ساله بود، شروع به یادگیری اسکیت در گاراژ مادرش کرد و با تماشای نوارهای ویدیویی قدیمی و تقلید از آنچه می‌دید، این کار را انجام داد. او در کانتری اسکول در مدیسون، کنتیکت تحصیل کرد، جایی که با دیگر اسکیت‌بازها آشنا شد. او در یک مصاحبه در سال ۲۰۱۱ به ای‌اس‌پی‌ان گفت:
 «من هر شب به تنهایی در گاراژ و روی ایوان خانمان اسکیت می‌زدم. در کلاس پنجم، مدرسه‌ام را عوض کردم و چند اسکیت‌باز در آنجا در مدیسون، کنتیکت بودند. ما همه اسکیت‌بردهایمان را به مدرسه می‌آوردیم — واقعاً نمی‌دانم چه کار می‌کردیم، چون در مدرسه اسکیت نمی‌زدیم! اما این اولین تماس من با دیگر اسکیت‌بازها بود… نزدیک‌ترین پارک اسکیت به خانه والدینم در گیلفورد بود و آنجا حدود ۴۰ دقیقه فاصله داشت. من سعی می‌کردم هر آخر هفته به آنجا بروم. اما در طول هفته فقط من بودم.»

### دوران اولیه اسکیت‌بازی
سابلون اولین مسابقه‌اش را زمانی که ۱۲ ساله بود، در یک جشنواره اسکیت دخترانه در رود آیلند شرکت کرد و مقام دوم را کسب کرد. سال بعد، او در یک مسابقه اسکیت دیگر در نیوجرسی شرکت کرد و برنده آن شد. در حین اسکیت‌بازی در ایسترن پالس اسکیت‌پارک در میلفورد، کنتیکت، او به‌طور تصادفی با کریس مارکوویچ آشنا شد که در آن زمان برای المنت اسکیتبوردز کار می‌کرد. این شرکت او را به هانتینگتون بیچ، کالیفرنیا برای یک مسابقه اسکیت دعوت کرد، جایی که او مچ پایش پیچید و تصمیم گرفت که هرگز دوباره در مسابقه‌ای شرکت نکند و از دنیای حرفه‌ای ورزش خداحافظی کند.
سابلون سپس به وودوارد کمپ، یک کمپ تابستانی در پنسیلوانیا که به خاطر ورزش‌های اکشن، ژیمناستیک و برنامه‌های تشویقی مشهور است، رفت. او سپس شروع به سفر به بوستون برای اسکیت در آخر هفته‌ها کرد، اما این تا سال ۲۰۰۲، با انتشار پی‌جی لدز واندرفول، هاریبل، لایف بود که سابلون ۱۶ ساله به شهرت رسید. "بخش او، فقط چند دقیقه از پرش‌های او از نرده‌ها و جدول‌ها با آهنگ "'مامبو ایتالیانو'" از روزماری کلونی، او را در دنیای اسکیت‌بازی به ستاره تبدیل کرد… 'او ترفندهایی انجام می‌داد که نه تنها به خاطر اینکه او یک دختر بود عالی بودند؛ بلکه بهتر از هر چیزی بودند که کسی دیگری انجام می‌داد.'"'"
با این حال، پس از تلاش برای پیدا کردن یک نماینده و گفته شدن اینکه بازار برای زنان در اسکیت‌بازی وجود ندارد، سابلون تصمیم گرفت به دنبال علایق دیگر برود. پس از فارغ‌التحصیلی از مدرسه هاپکینز در سال ۲۰۰۴، او به کالج برنارد در نیویورک رفت و در سال ۲۰۰۸ با مدرک معماری فارغ‌التحصیل شد.

### بازگشت به اسکیت‌بازی
در حالی که به عنوان گارسون در آپر ایست ساید کار می‌کرد، دوست سابلون او را تشویق کرد که در «مالوف مانی کاپ» شرکت کند، که جایزه‌ای ۲۵٬۰۰۰ دلاری داشت. او در آخرین لحظه وارد مسابقه شد و مقام ششم را کسب کرد. همان سال، در ۲۳ سالگی، سابلون در اولین «ایکی گیمز» خود شرکت کرد و در اسکیت‌برد خیابانی مقام دوم را کسب کرد. سابلون گفت: "تا سال ۲۰۰۹، موضوع آسیب مچ پا بالاخره به تاریخ پیوسته بود و من از ذهنیت عدم شرکت در مسابقات عبور کرده بودم. نمی‌خواهم بگویم همه چیز شانس بود، اما احساس می‌کنم خیلی خوش‌شانس بودم که در دو "ایکس گیمز" اولم خوب عمل کردم." سابلون از آن زمان در تمامی مسابقات ایکس گیمز شرکت کرده و سه مدال طلا، دو مدال نقره و دو مدال برنز کسب کرده است. سابلون همچنین شروع به رقابت در دیو تور کرد، از جمله فینال‌های پارک اسکیت آی‌اس‌اف در سال ۲۰۱۰ که در آن مقام سوم را کسب کرد.
تا سال ۲۰۱۲، درآمد سابلون از مسابقات به او اجازه داد که در رشته کارشناسی ارشد معماری دانشگاه ام‌آی‌تی ثبت‌نام کند. او در سال ۲۰۱۶ از این برنامه فارغ‌التحصیل شد و قصد دارد پایان‌نامه‌اش، «واحه هسته ای: داستان زباله‌های ۱۰۰۰۰ ساله» را به یک رمان گرافیکی تبدیل کند. در حین تحصیل در مقطع تحصیلات تکمیلی، سابلون همچنین در سال ۲۰۱۵ «قهرمانی جهانی اسکیت‌برد» را برای بخش خیابانی زنان برنده شد و بزرگ‌ترین جایزه نقدی را در اسکیت‌بازی رقابتی با نجاح هیوستون و جیمی ویلکینز تقسیم کرد.

### دوران حرفه‌ای
سابلون در سال ۲۰۱۷ اولین تخته پرو امضادار خود را به عنوان اولین عضو زن تیم «دابلیوکی‌ان‌دی اسکیت‌بردز» دریافت کرد. او همچنین گرافیک‌هایی برای ویدئوی «سر پالمر» که توسط تیمش در سال ۲۰۱۸ منتشر شد، ایجاد کرد و برخی از گرافیک‌های تخته را برای این شرکت طراحی کرد.
در سال ۲۰۱۸، او به طراحی یک مجسمه قابل اسکیت برای یک میدان عمومی در مالمو، سوئد دعوت شد. «'Lady In The Square' یک تفسیر هنری از صورت یک زن از نمای هوایی است، اما از نزدیک، یک گروه از موانع اسکیت را تشکیل می‌دهد که بر روی یک میدان سه پله‌ای قرار دارد. این پروژه نمونه‌ای از یک ترکیب کامل از اسکیت‌بازی و هنر زیبا در فضای عمومی است.»
در ژوئن ۲۰۱۹، سابلون با کانورس همکاری کرد تا اولین کفش‌های مدل پرو خود را منتشر کند: کفش‌های سفید مخملی با طراحی پایین و ستاره زرد. مجله وگ در مقاله‌ای در ماه مه ۲۰۱۹ اهمیت دستاورد سابلون را توضیح داد: «فراتر از اینکه یک نماد دستاورد ورزشی باشد، محصولات مدل پرو فرصتی مهم برای اسکیت‌بازان زن فراهم می‌کند تا موفقیت خود را به پول تبدیل کنند. تنها سال گذشته بود که سابلون و همتایانش توانستند از ورزش خود درآمد معیشتی داشته باشند.»
سابلون در رویداد خیابانی زنان در «قهرمانی ملی اسکیت‌برد آمریکا» در اکتبر ۲۰۱۹ مقام دوم را کسب کرد. در مسابقات بین‌المللی در سال ۲۰۱۹، او در "World Skate SLS World Championship" در سپتامبر مقام هفتم را کسب کرد و همین عملکرد را در فینال‌های خیابانی زنان "World Skate Oi STU Open" در نوامبر تکرار کرد و مقام هفتم را کسب کرد.
سابلون در اوایل سال ۲۰۲۰ راه خود را از دالیوکی‌ان‌دی جدا کرد و در نوامبر ۲۰۲۰ اعلام کرد که به «آلتایمرز اسکیت‌برد» پیوسته است.
در اوایل ژوئن ۲۰۲۱، سابلون همکاری دیگری با کانورس منتشر کرد، "یک مدل تمام‌سفید و پف‌دار با طراحی بالای کلاسیک "Jack Purcell" که یک تکه کوچک رنگین‌کمانی به آن متصل است. این شرکت آن را کفش 'Pride' او می‌نامد." سابلون خود را به عنوان یک فرد همجنس‌گرا معرفی می‌کند، «زیرا این کلمه مبهم‌تر و کمتر محدودکننده از چیزی مانند لزبین است که او آن را 'بسیار جنسی' می‌داند.»
در سال ۲۰۲۳، او سومین همکاری خود با کانورس را علنی کرد، "AS-1 Pro", یک کفش بدون جنسیت که از طراحی‌های رترو دهه‌های ۱۹۸۰ و ۱۹۹۰ الهام گرفته است.

## المپیک توکیو
پس از قهرمانی جهانی خیابانی در ژوئن ۲۰۲۱ در رم، ایتالیا، سابلون برای تیم ملی اسکیت‌بازی ایالات متحده در المپیک توکیو انتخاب شد.
در فینال خیابانی المپیک، سابلون با نمره ۱۳٫۵۷ و پس از چندین سقوط مقام چهارم را کسب کرد. او پس از مسابقه به خبرنگاران گفت: "بخشی از آن فقط شبیه یک مسابقه دیگر است؛ مثلاً، من اینجا بوده‌ام، این افراد را دیده‌ام - قبلاً با هم اسکیت کرده‌ایم، و سپس آن قسمتی از مغزم وجود دارد، مثل دیوانه شدن، فکر کردن مثل "این تاریخ است، این اولین المپیک است". من نمی‌توانم باور کنم که من اینجا هستم. … احساس می‌کند تاریخی است، همه چیز به نوعی احساس می‌کند که مخاطرات بیشتر است و من واقعاً نمی‌توانم باور کنم که اینجا هستم."
سابلون ۳۴ ساله همچنین اشاره کرد که او به رقبای بسیار جوان‌تری باخت، از جمله ۱۳ ساله‌ها مومیجی نیشیا و رایسا لیال و ۱۸ ساله فونا ناکایاما. "برای مدت طولانی، تعداد زنان در این رشته بسیار کمتر بود. تا حالا طول کشید که تعداد کافی از افراد به این موضوع توجه کنند، تا چشمان کافی به آن بیفتد و دختران در سراسر جهان را به شروع اسکیت تشویق کند… من گفتم، 'ما بالاخره اینجا هستیم… اسکیت‌بازان زن به حجم بحرانی رسیده‌اند. اکنون به اندازه کافی وجود دارد که نابغه‌ها به وجود بیایند. و آنها اینجا هستند.'"